# Білоноска болотна
Білоноска болотна (Leucorrhinia pectoralis) — вид бабок родини справжніх бабок (Libellulidae).

## Опис
Бабка завдовжки 32-39 мм, черевце 24-27 мм, заднє крило 30-33 мм. Груди між крилами жовтого кольору. В основі задніх крил є червона пляма. Жилкування крил темне. Птеростигма чорного або бурого кольору. На черевці є помаранчево-червоні плями. Черевце самців без блакитного нальоту. На VII тергіті черевця є велика світло-жовта або лимонно-жовта пляма, що контрастує з червоними плямами на інших тергітах черевця.

## Поширення
Вид поширений в Європі, Туреччині, Кавказі та Сибіру. В Україні вид зареєстрований в Західному Поліссі, Західному Лісостепу, Прикарпатті, Закарпатті, в Житомирській, Київській, Чернігівській, Полтавській, Харківській і Херсонській областях. Вид місцями звичайний, але частіше нечисленний або рідкісний.

## Охорона
Leucorrhinia pectoralis охороняється в Європі і занесена до Додатку ІІ Бернської конвенції (охоронна категорія: вид підлягає особливій охороні).